# Atyria matutina
Atyria matutina är en fjärilsart som beskrevs av Walker 1864. Atyria matutina ingår i släktet Atyria och familjen mätare. Inga underarter finns listade i Catalogue of Life.